# ديفيد إيوينغ دونكان
ديفيد إيوينغ دونكان (بالإنجليزية: David Ewing Duncan)‏ هو صحفي أمريكي، ولد في 1958.